# Jettingen (Niemcy)
Jettingen – miejscowość i gmina w Niemczech, w kraju związkowym Badenia-Wirtembergia, w rejencji Stuttgart, w regionie Stuttgart, w powiecie Böblingen, wchodzi w skład związku gmin Oberes Gäu. Leży ok. 20 km na południowy zachód od Böblingen, przy drodze krajowej B28.

## Dzielnice
- Oberjettingen
- Sindlingen
- Unterjettingen

## Współpraca
Miejscowość partnerska:
- Marchin, Belgia